# بطولة آسيا للناشئين تحت 16 عاما 2010
بطولة آسيا للناشئين تحت 16 عاما 2010 كانت النسخة الرابعة عشرة من المسابقة التي ينظمها الاتحاد الآسيوي لكرة القدم. تأهل أفضل 4 منتخبات إلى كأس العالم تحت 17 سنة لكرة القدم 2011، الذي استضافته المكسيك.
أبدت كل من عمان، إيران، الأردن وأستراليا رغبتهم في استضافة المسابقة، لكنها أسندت مرة أخرى إلى أوزبكستان للمرة الثانية على التوالي. انطلقت تصفيات المسابقة في عام 2009.

## الأماكن
| طشقند         | طشقند        |
| ------------- | ------------ |
| ملعب باختاكور | ملعب جار     |
| السعة: 35,000 | السعة: 8,460 |
|               |              |

## التصفيات

### المتأهلون
| - أستراليا - الصين - إندونيسيا - إيران | - العراق - اليابان - الأردن - كوريا الشمالية | - الكويت - عمان - سوريا - طاجيكستان | - تيمور الشرقية - الإمارات العربية المتحدة - أوزبكستان - فيتنام |  |

## القرعة
عقدت قرعة بطولة آسيا للناشئين تحت 16 عاما 2010 في 20 مايو 2010 في طشقند، أوزبكستان.
| الوعاء 1 (المستضيف والمصنفون)                          | الوعاء 2                             | الوعاء 3                        | الوعاء 4                                            |
| ------------------------------------------------------ | ------------------------------------ | ------------------------------- | --------------------------------------------------- |
| أوزبكستان · إيران · اليابان · الإمارات العربية المتحدة | أستراليا · سوريا · الصين · إندونيسيا | الكويت · عمان · فيتنام · الأردن | كوريا الشمالية · العراق · طاجيكستان · تيمور الشرقية |

## المسابقة النهائية

### مرحلة المجموعات
جميع الأوقات حسب توقيت أوزبكستان (UZT)–ت ع م+5.

#### المجموعة أ
| فريق      | لعب | ف | ت | خ | له | عليه | ف.أ | نقاط |
| --------- | --- | - | - | - | -- | ---- | --- | ---- |
| أوزبكستان | 3   | 2 | 1 | 0 | 11 | 1    | +10 | 7    |
| الأردن    | 3   | 1 | 2 | 0 | 2  | 1    | +1  | 5    |
| إندونيسيا | 3   | 1 | 0 | 2 | 4  | 5    | −1  | 3    |
| طاجيكستان | 3   | 0 | 1 | 2 | 3  | 13   | −10 | 1    |

| أوزبكستان                           | 3–0   | إندونيسيا |
| ----------------------------------- | ----- | --------- |
| ت. حكيموف 31'، 47' · صابرخوجايف 60' | تقرير |           |

| طاجيكستان   | 1–1   | الأردن       |
| ----------- | ----- | ------------ |
| سلطانوف 62' | تقرير | البشتاوي 74' |

| إندونيسيا                             | 4–1   | طاجيكستان  |
| ------------------------------------- | ----- | ---------- |
| فخري 11' · أنتوني 47'، 59' · أنغا 70' | تقرير | سعيدوف 85' |

| الأردن | 0–0   | أوزبكستان |
| ------ | ----- | --------- |
|        | تقرير |           |

| أوزبكستان | 8–1   | طاجيكستان     |
| --- | ----- | ------------- |
| ت. حكيموف 2'، 25' · ميرعبداللهيف 19' · ماخستالييف 39' · ج. حكيموف 75'، 90+2' · كمالوف 80' (ركل.) · مرادوف 88' (ركل.) | تقرير | محتاجزاده 59' |

| الأردن     | 1–0   | إندونيسيا |
| ---------- | ----- | --------- |
| الحسني 70' | تقرير |           |

#### المجموعة ب
| فريق           | لعب | ف | ت | خ | له | عليه | ف.أ | نقاط |
| -------------- | --- | - | - | - | -- | ---- | --- | ---- |
| كوريا الشمالية | 3   | 2 | 1 | 0 | 5  | 2    | +3  | 7    |
| سوريا          | 3   | 1 | 2 | 0 | 3  | 2    | +1  | 5    |
| إيران          | 3   | 1 | 1 | 1 | 6  | 4    | +2  | 4    |
| عمان           | 3   | 0 | 0 | 3 | 2  | 8    | −6  | 0    |

| إيران                                                    | 5–1   | عمان       |
| -------------------------------------------------------- | ----- | ---------- |
| فتحيان 26'، 59' · مهديبور 45+2' · آزمون 48' · حقنظري 72' | تقرير | الحبسي 84' |

| كوريا الشمالية   | 1–1   | سوريا     |
| ---------------- | ----- | --------- |
| ري كوانغ-إيل 60' | تقرير | خريبين 5' |

| سوريا   | 1–0   | عمان |
| ------- | ----- | ---- |
| عمر 90' | تقرير |      |

| كوريا الشمالية                        | 2–0   | إيران |
| ------------------------------------- | ----- | ----- |
| كانغ نام غوون 22' · جونغ كواك سوك 32' | تقرير |       |

| إيران     | 1–1   | سوريا     |
| --------- | ----- | --------- |
| حقنظري 6' | تقرير | التقي 79' |

| عمان          | 1–2   | كوريا الشمالية         |
| ------------- | ----- | ---------------------- |
| الريامي 90+3' | تقرير | جانغ أوك تشول 24'، 67' |

#### المجموعة ج
| فريق          | لعب | ف | ت | خ | له | عليه | ف.أ | نقاط |
| ------------- | --- | - | - | - | -- | ---- | --- | ---- |
| أستراليا      | 3   | 2 | 1 | 0 | 8  | 1    | +7  | 7    |
| اليابان       | 3   | 2 | 1 | 0 | 7  | 0    | +7  | 7    |
| فيتنام        | 3   | 1 | 0 | 2 | 4  | 10   | −6  | 3    |
| تيمور الشرقية | 3   | 0 | 0 | 3 | 1  | 9    | −8  | 0    |

| اليابان                                                               | 6–0   | فيتنام |
| --------------------------------------------------------------------- | ----- | ------ |
| أويدا 16' · مينامينو 19'، 66' · كاندا 35' · هاياكاوا 47' · إيشيغي 90' | تقرير |        |

| أستراليا                                               | 5–0   | تيمور الشرقية |
| ------------------------------------------------------ | ----- | ------------- |
| ماكاروناس 14'، 20' · ريمينغتون 34'، 79' · وودكوك 90+2' | تقرير |               |

| فيتنام        | 1–3   | أستراليا                                           |
| ------------- | ----- | -------------------------------------------------- |
| ن. ش. نام 49' | تقرير | ماكاروناس 60' (ركل.)، 90+5' (ر.ج.) · تشابمان 90+2' |

| تيمور الشرقية | 0–1   | اليابان      |
| ------------- | ----- | ------------ |
|               | تقرير | مينامينو 87' |

| اليابان | 0–0   | أستراليا |
| ------- | ----- | -------- |
|         | تقرير |          |

| تيمور الشرقية | 1–3   | فيتنام                                          |
| ------------- | ----- | ----------------------------------------------- |
| نيديو 62'     | تقرير | نغوين فييت تانغ 50' (ركل.)، 65' · ن. ف. هوي 87' |

#### المجموعة د
| فريق                     | لعب | ف | ت | خ | له | عليه | ف.أ | نقاط |
| ------------------------ | --- | - | - | - | -- | ---- | --- | ---- |
| العراق                   | 3   | 2 | 0 | 1 | 6  | 2    | +4  | 6    |
| الإمارات العربية المتحدة | 3   | 1 | 2 | 0 | 3  | 2    | +1  | 5    |
| الكويت                   | 3   | 1 | 1 | 1 | 1  | 3    | −2  | 4    |
| الصين                    | 3   | 0 | 1 | 2 | 1  | 4    | −3  | 1    |

| الإمارات العربية المتحدة | 0–0   | الكويت |
| ------------------------ | ----- | ------ |
|                          | تقرير |        |

| العراق                       | 2–0   | الصين |
| ---------------------------- | ----- | ----- |
| فندي 5' · الفؤادي 39' (ركل.) | تقرير |       |

| الكويت | 0–3   | العراق                               |
| ------ | ----- | ------------------------------------ |
|        | تقرير | إسماعيل 15' · حسين 32' · الفؤادي 64' |

| الصين          | 1–1   | الإمارات العربية المتحدة |
| -------------- | ----- | ------------------------ |
| جينغ دالون 75' | تقرير | الحمادي 74'              |

| الإمارات العربية المتحدة | 2–1   | العراق   |
| ------------------------ | ----- | -------- |
| عنبر 55' · سعيد 74'      | تقرير | فندي 27' |

| الصين | 0–1   | الكويت     |
| ----- | ----- | ---------- |
|       | تقرير | العنزي 73' |

### مرحلة خروج المغلوب

#### خريطة خروج المغلوب
|  | ربع النهائي              | ربع النهائي      |                  |   | نصف النهائي | نصف النهائي |  |  | النهائي | النهائي |
|  |                          |                  |                  |   |             |             |  |  |         |         |
|  | 1 نوفمبر – طشقند         |                  |                  |   |             |             |  |  |         |         |
|  |                          |                  |                  |   |             |             |  |  |         |         |
|  | أوزبكستان                | 2                |                  |   |             |             |  |  |         |         |
|  | أوزبكستان                | 2                | 4 نوفمبر – طشقند |   |             |             |  |  |         |         |
|  | سوريا                    | 1                |                  |   |             |             |  |  |         |         |
|  | سوريا                    | 1                | أوزبكستان        | 2 |             |             |  |  |         |         |
|  | 1 نوفمبر – طشقند         |                  | أوزبكستان        | 2 |             |             |  |  |         |         |
|  |                          |                  | أستراليا         | 1 |             |             |  |  |         |         |
|  | أستراليا                 | 3                | أستراليا         | 1 |             |             |  |  |         |         |
|  | أستراليا                 | 3                | 7 نوفمبر – طشقند |   |             |             |  |  |         |         |
|  | الإمارات العربية المتحدة | 2                |                  |   |             |             |  |  |         |         |
|  | الإمارات العربية المتحدة | 2                | أوزبكستان        | 0 |             |             |  |  |         |         |
|  | 1 نوفمبر – طشقند         |                  | أوزبكستان        | 0 |             |             |  |  |         |         |
|  |                          | كوريا الشمالية   | 2                |   |             |             |  |  |         |         |
|  | كوريا الشمالية           | كوريا الشمالية   | 2                | 4 |             |             |  |  |         |         |
|  | كوريا الشمالية           | 4 نوفمبر – طشقند |                  | 4 |             |             |  |  |         |         |
|  | الأردن                   | 0                |                  |   |             |             |  |  |         |         |
|  | الأردن                   | 0                | كوريا الشمالية   | 2 |             |             |  |  |         |         |
|  | 1 نوفمبر – طشقند         |                  | كوريا الشمالية   | 2 |             |             |  |  |         |         |
|  |                          |                  | اليابان          | 1 |             |             |  |  |         |         |
|  | العراق                   | 1                | اليابان          | 1 |             |             |  |  |         |         |
|  | العراق                   | 1                |                  |   |             |             |  |  |         |         |
|  | اليابان                  | 3                |                  |   |             |             |  |  |         |         |
|  | اليابان                  | 3                |                  |   |             |             |  |  |         |         |
|  |                          |                  |                  |   |             |             |  |  |         |         |

#### ربع النهائي
| أستراليا                                  | 3–2 (ب.و.إ.) | الإمارات العربية المتحدة |
| ----------------------------------------- | ------------ | ------------------------ |
| براون 82' · جيانكارلو جاليفوكو 90+4'، 99' | تقرير        | سعيد 18' · البلوشي 45'   |

| أوزبكستان                      | 2–1   | سوريا     |
| ------------------------------ | ----- | --------- |
| ماخستالييف 37' · ت. حكيموف 82' | تقرير | نبهان 50' |

| العراق      | 1–3   | اليابان                       |
| ----------- | ----- | ----------------------------- |
| الفؤادي 18' | تقرير | مينامينو 13'، 75' · أكينو 54' |

| كوريا الشمالية                            | 4–0   | الأردن |
| ----------------------------------------- | ----- | ------ |
| جو كوانغ 32'، 64'، 78' · جو جونغ تشول 71' | تقرير |        |

#### نصف النهائي
| أوزبكستان           | 2–1   | أستراليا   |
| ------------------- | ----- | ---------- |
| ماخستالييف 17'، 90' | تقرير | وودكوك 43' |

| كوريا الشمالية                       | 2–1   | اليابان       |
| ------------------------------------ | ----- | ------------- |
| جو جونغ تشول 4' · باك ميونغ سونغ 12' | تقرير | ماتسوموتو 60' |

#### النهائي
| أوزبكستان | 0–2   | كوريا الشمالية                  |
| --------- | ----- | ------------------------------- |
|           | تقرير | ري كوانغ-إيل 75' · جو كوانغ 85' |

## الفائز
| فائز بطولة آسيا تحت 16 سنة لكرة القدم 2010 |
| ------------------------------------------ |
| · كوريا الشمالية · للمرة الأولى            |

## البلدان التي ستشارك في كأس العالم تحت 17 سنة لكرة القدم 2011
تأهل الأربعة الذين بلغوا نصف النهائي إلى كأس العالم تحت 17 سنة لكرة القدم 2011.
- أستراليا
- اليابان
- كوريا الشمالية
- أوزبكستان

## مسجلو الأهداف
5 أهداف
- تاكومي مينامينو
- تيمور حكيموف

4 أهداف
- جيسي ماكاروناس
- جو كوانغ
- عباسبيك ماخستالييف

3 أهداف
- حسين الفؤادي

هدفين
- جيانكارلو جاليفوكو
- لوك ريمينغتون
- رايلي وودكوك
- أنتوني نوغروهو
- علي فتحيان
- سياوش حقنظري
- علي فندي
- جانغ أوك تشول
- جو تشونغ تشول
- ري كوانغ-إيل
- يوسف سعيد
- جاسور حكيموف
- نغوين فييت تانغ

هدف واحد
- كوري براون
- كونور تشابمان
- جينغ دالون
- أنغا فبريانتو بوترا
- فخري رشيد
- سردار آزمون
- مهدي مهديبور
- رسول حسين
- ضرغام إسماعيل
- هيروكي أكينو
- فومييا هاياكاوا
- هيديكي إيشيغي
- يوميمي كاندا
- ماسايا ماتسوموتو
- ناوميتشي أويدا
- ليث البشتاوي
- عمر خليل الحسني
- نادر العنزي
- جونغ كواك سوك
- كانغ نام غوون
- باك ميونغ سونغ
- محمد الحبسي
- عبد الرحمن الريامي
- عدنان التقي
- عمر خريبين
- وسيم نبهان
- حسام الدين عمر
- إبراهيمي محتاجزاده
- عبد الله سعيدوف
- طالب سلطانوف
- نيديو ألفيش
- عبد الله البلوشي
- صلاح الحمادي
- خالد عنبر
- نادر كمالوف
- جافلون ميرعبداللهيف
- عزيز مرادوف
- سردار صابرخوجايف
- نغوين فان هوي
- نغوين شوان نام

## المنتخبات الأعلى تسجيلاً
| 15 هدف - أوزبكستان 13 هدف - كوريا الشمالية 12 هدف - أستراليا 11 هدف - اليابان 7 أهداف - العراق | 6 أهداف - إيران 5 أهداف - الإمارات العربية المتحدة 4 أهداف - إندونيسيا - سوريا - فيتنام 3 أهداف - طاجيكستان | هدفين - الأردن - عمان هدف واحد - الصين - الكويت - تيمور الشرقية |  |

## جهات البث
الجزيرة الرياضية العالمية، أبوظبي الرياضية، دبي الرياضية. جميع المحطات مجانية على الهواء عبر هوت بيرد.